# Femmes dans les commissions parlementaires au Sénégal
 (août 2025).
- Si vous ne connaissez pas le sujet, laissez ce bandeau (vous pouvez alors contacter les auteurs).
- Si vous supprimez le contenu mis en cause (vous pouvez préalablement contacter les auteurs),

argumentez précisément cette suppression dans la page de discussion
(un manque de référence n'est pas un argument ; une recherche réelle de référence doit avoir été effectuée, être formellement documentée).
 (juillet 2025).
Motif : Où sont les sources secondaires, centrées sur "Femmes dans les commissions parlementaires au Sénégal"et indépendantes qui montrent que les critères d'admissibilité sont atteints ?
- Archive Wikiwix
- Bing
- Cairn
- DuckDuckGo
- E. Universalis
- Gallica
- Google
- G. Books
- G. News
- G. Scholar
- Persée
- Qwant
- (zh) Baidu
- (ru) Yandex

| 1. | Préciser le motif de la pose du bandeau. | Précisez le motif de la pose du bandeau en utilisant la syntaxe suivante : {{admissibilité à vérifier\|date=août 2025\|motif=remplacez ce texte par le motif}}                                                             |
| 2. | Informer les utilisateurs concernés.     | Pensez à avertir le créateur de l'article, par exemple, en insérant le code ci-dessous sur sa page de discussion : {{subst:avertissement admissibilité à vérifier\|Femmes dans les commissions parlementaires au Sénégal}} |

 (juillet 2025).
La mise en forme du texte ne suit pas les recommandations de Wikipédia : il faut le « wikifier ».
Les points d'amélioration suivants sont les cas les plus fréquents :
- Les titres sont pré-formatés par le logiciel. Ils ne sont ni en capitales, ni en gras.
- Le texte ne doit pas être écrit en capitales (les noms de famille non plus), ni en gras, ni en italique, ni en « petit »…
- Le gras n'est utilisé que pour surligner le titre de l'article dans l'introduction, une seule fois.
- L'italique est rarement utilisé : mots en langue étrangère, titres d'œuvres, noms de bateaux, etc.
- Les citations ne sont pas en italique mais en corps de texte normal. Elles sont entourées par des guillemets français : « et ».
- Les listes à puces sont à éviter, des paragraphes rédigés étant largement préférés. Les tableaux sont à réserver à la présentation de données structurées (résultats, etc.).
- Les appels de note de bas de page (petits chiffres en exposant, introduits par l'outil «  Source ») sont à placer entre la fin de phrase et le point final[comme ça].
- Les liens internes (vers d'autres articles de Wikipédia) sont à choisir avec parcimonie. Créez des liens vers des articles approfondissant le sujet. Les termes génériques sans rapport avec le sujet sont à éviter, ainsi que les répétitions de liens vers un même terme.
- Les liens externes sont à placer uniquement dans une section « Liens externes », à la fin de l'article. Ces liens sont à choisir avec parcimonie suivant les règles définies. Si un lien sert de source à l'article, son insertion dans le texte est à faire par les notes de bas de page.
- La présentation des références doit suivre les conventions bibliographiques. Il est recommandé d'utiliser les modèles {{Ouvrage}}, {{Chapitre}}, {{Article}}, {{Lien web}} et/ou {{Bibliographie}}. Le mode d'édition visuel peut mettre en forme automatiquement les références.
- Insérer une infobox (cadre d'informations à droite) n'est pas obligatoire pour parachever la mise en page.

Pour une aide détaillée, merci de consulter Aide:Wikification.
Si vous pensez que ces points ont été résolus, vous pouvez retirer ce bandeau et améliorer la mise en forme d'un autre article.
Au Sénégal, la présence des femmes dans les commissions parlementaires illustre les progrès réalisés et les défis à relever en matière d’égalité des sexes. Leur participation à ces instances clés de l’Assemblée nationale reflète leur rôle croissant dans l’élaboration et le suivi des politiques publiques.

### Évolution de la représentation féminine
Depuis l’adoption de réformes visant à promouvoir la parité, le nombre de femmes siégeant à l’Assemblée nationale a connu une progression notable,,,. Cette avancée a permis une meilleure visibilité des femmes dans la sphère politique. Toutefois, cette évolution reste à nuancer lorsqu’on observe leur accès aux postes stratégiques, notamment au sein des commissions,,,.

### Répartition au sein des commissions
Les femmes parlementaires sont représentées dans plusieurs commissions, mais leur présence reste souvent concentrée dans des domaines perçus comme « sociaux », tels que la santé, l’éducation ou la famille,,,. Les commissions à forte portée économique, sécuritaire ou diplomatique voient encore une domination masculine. Cela soulève des questions sur les critères de désignation et les barrières informelles à l’accès aux postes décisionnels,.

### Enjeux de pouvoir et d’influence
L’enjeu ne réside pas uniquement dans la présence numérique des femmes, mais aussi dans leur position au sein des bureaux de commissions. Les postes de présidence, vice-présidence ou de rapporteur sont stratégiques pour influencer les débats. Une faible représentation féminine à ces niveaux limite leur capacité à porter des priorités transversales ou à peser dans les décisions clés,.

### Vers une participation plus équilibrée
Promouvoir une répartition plus équitable entre les femmes et les hommes dans toutes les commissions parlementaires est un pas vers une démocratie plus inclusive. Cela implique à la fois un engagement politique fort, un changement des perceptions sociales et un accompagnement des femmes parlementaires à travers le renforcement de leurs capacités,,.